# Midea Group
Die Midea Group (chinesisch 美的集團 / 美的集团, Pinyin Měidì Jítuán) ist ein Hersteller von HLKK-Anlagen (Klimaanlagen, Lüftungs- und Heizgeräte) sowie elektrischen Haushaltsgeräten (insbesondere Waschmaschinen und Kühlschränke) mit Hauptsitz in Foshan in der Volksrepublik China. Bei Klimaanlagen ist das Unternehmen chinesischer Marktführer.

## Unternehmensentwicklung

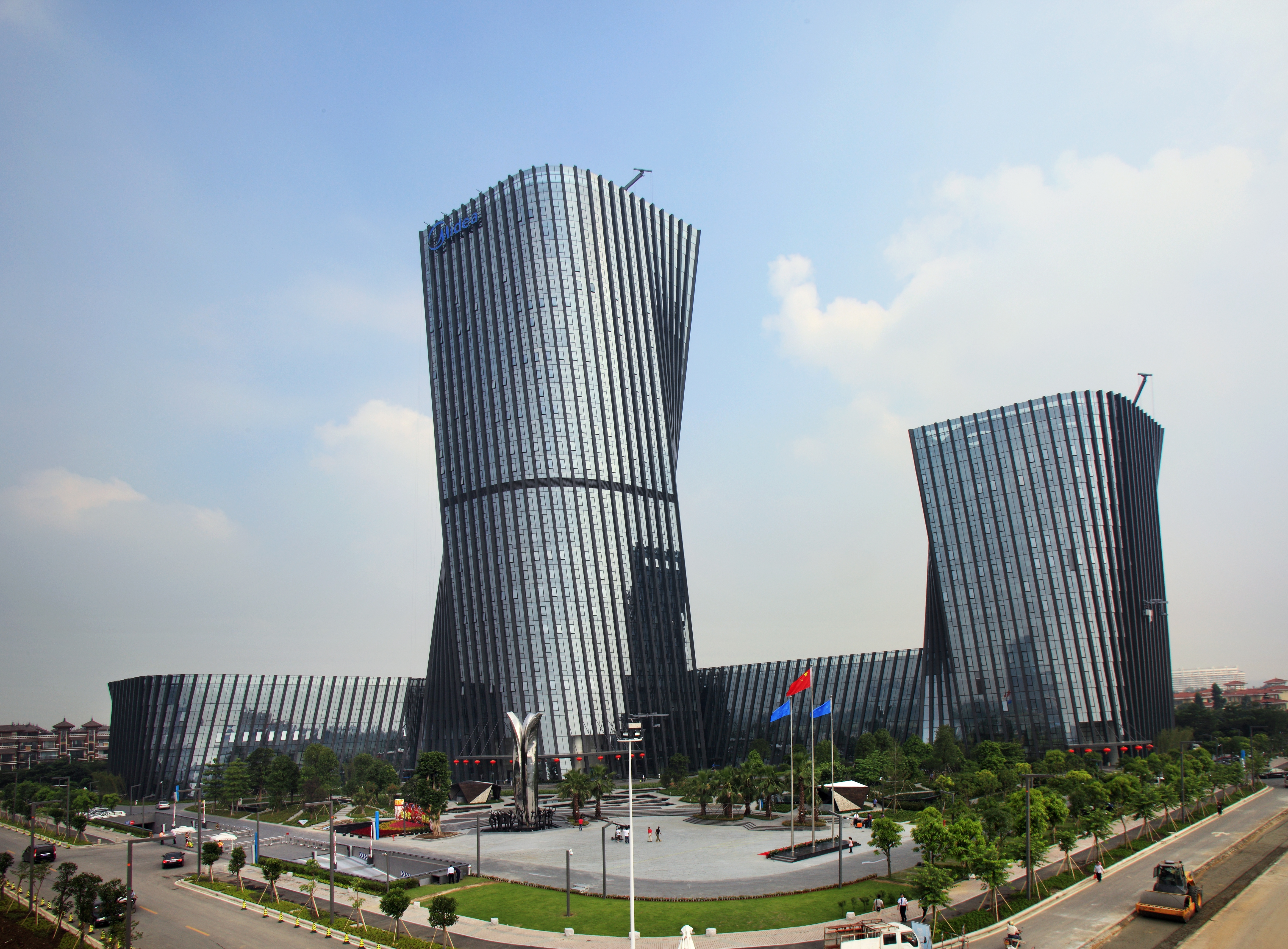
Der Sitz der Midea Group

Ursprung des von He Xiangjian 1968 gegründeten Unternehmens war eine kleine Werkstatt zur Produktion von Verschlüssen für Plastikflaschen. In den späten 1970er Jahren wurden dann unter anderem einfache Ventilatoren hergestellt, seit 1985 Klimaanlagen. 2015 erzielte Midea einen Umsatz von umgerechnet etwa 18,8 Mrd. Euro und agiert heute weltweit. Produziert wird auch in Vietnam, Belarus, Ägypten, Brasilien, Argentinien und Indien. Midea beschäftigt weltweit über 135.000 Mitarbeiter. Der operative Kern der Gruppe, Guangdong Midea Holding Co., Ltd., ist seit 1993 an der Börse Shenzhen notiert, die Midea Group als Ganzes seit April 2013. Im Inlandsmarkt vertreibt Midea seine Produkte hauptsächlich unter eigenen Marken wie Midea, Little Swan (2008 übernommener Hersteller von Waschmaschinen und Kühlschränken), Hualing (2008 übernommen), MDV (seit 1999), Welling und GMCC. Im internationalen Markt produziert Midea als OEM- und ODM-Hersteller für andere Marken. Im deutschsprachigen Bereich ist Midea hauptsächlich unter der Eigenmarke Comfee bekannt.
Im Jahr 2010 begann Midea zur Expansion in Schwellenländer eine Kooperation mit dem US-amerikanischen Klimaanlagenhersteller Carrier. 2014 stieg der chinesische Smartphone-Hersteller Xiaomi mit einer geringen Beteiligung bei Midea ein. Seit 2015 bestehen in Europa Gemeinschaftsunternehmen mit Bosch. Im März 2016 gründeten Midea und die japanische Yaskawa-Gruppe Gemeinschaftsunternehmen auf dem Gebiet der Robotik.
Im zweiten Quartal 2016 übernahm Midea einen Anteil von 80,1 % an der Toshiba Lifestyle Products & Services Corporation, der Hausgerätesparte von Toshiba, sowie für 40 Jahre die Lizenz zur Produktion unter deren Marke. In Deutschland hat sich Midea über eine Tochterfirma im August 2015 mit 5,43 % an der Kuka AG beteiligt, erhöhte bis Mai 2016 auf 13,5 % und unterbreitete dann ein Angebot über 115 Euro je Aktie zur Aufstockung auf mindestens 30 %; Midea würde damit zum größten Einzelaktionär, will aber nicht die Kontrollmehrheit übernehmen.
Nach dem Ablauf der Ankauffrist der Aktien hielt Midea dennoch knapp 95 % von Kuka.
Das Committee on Foreign Investment in the United States (CFIUS) und das Directorate of Defense Trade Controls (DDTC) legten vorerst ein Veto gegen die Übernahme ein, gaben dann aber doch das Einverständnis, nachdem KUKA die Aerospace-Sparte des Unternehmens in den USA verkauft hatte. Grund für das Veto war, dass in den USA einige Militärprojekte durch Kuka Aerospace USA realisiert worden waren.
Der Midea-Mitgründer (und bis August 2012 Vorsitzende) He Xiangjian gehört nach Angaben des Forbes Magazine aus dem Jahr 2015 zu den reichsten Chinesen.